# باتريك جوزيف ماكورميك
باتريك جوزيف ماكورميك (بالإنجليزية: Patrick Joseph McCormick)‏ هو قسيس أمريكي، ولد في 10 ديسمبر 1880، وتوفي في 18 مايو 1953.